# Consorti dei sovrani di Bulgaria
Quello che segue è un elenco di tutte le consorti dei sovrani di Bulgaria.
Nei secoli l'odierna Bulgaria attraversò diverse forme di governo e di espansioni territoriali ed ebbe anche diversi periodi di indipendenza. Questo elenco, quindi, racchiude tutte le consorti di quei sovrani di una Bulgaria indipendente, ovvero: le zarine del Primo Impero Bulgaro (681-1018) e del Secondo Impero Bulgaro (1185-1396), e tutte le principesse e le zarine del Terzo Stato Bulgaro (Principato di Bulgaria, 1878-1908, e Regno di Bulgaria, 1908-1946).
L'ultima consorte della storia della Bulgaria monarchica fu la zarina Giovanna di Savoia, figlia del re italiano Vittorio Emanuele III di Savoia e moglie dello zar Boris III. Suo figlio Simeone II, succeduto ancora bambino al padre defunto, fu invece l'ultimo zar regnante. Nel 1946, infatti, un referendum abolì la monarchia a favore della repubblica.

## Zarine consorti di Bulgaria, 681–1018
| Sovrana consorte (nascita–morte) | Immagine | Stemma | Consorte (dal–al) | Matrimonio & Discendenza | Annotazioni | N. | |
| Il cosiddetto Primo Impero Bulgaro venne fondato alla fine del VII secolo a seguito dello spostamento nei Balcani nord-orientali di una parte dei Bulgari , guidati da Asparuch . In questi territori, i Bulgari si assicurarono la permanenza e il dominio con la sconfitta dell'esercito bizantino dell'imperatore Costantino IV . I primi governanti dei Bulgari usarono probabilmente il titolo di "Kanasubigi" ( Khan ), in seguito brevemente quello di " knjaz " ( principe ) ed infine, successivamente, quello di " zar " ( imperatore ). Per la scarsità delle fonti, sono escluse da questo elenco le consorti dei Khan dell' VIII e IX secolo .                          | Il cosiddetto Primo Impero Bulgaro venne fondato alla fine del VII secolo a seguito dello spostamento nei Balcani nord-orientali di una parte dei Bulgari , guidati da Asparuch . In questi territori, i Bulgari si assicurarono la permanenza e il dominio con la sconfitta dell'esercito bizantino dell'imperatore Costantino IV . I primi governanti dei Bulgari usarono probabilmente il titolo di "Kanasubigi" ( Khan ), in seguito brevemente quello di " knjaz " ( principe ) ed infine, successivamente, quello di " zar " ( imperatore ). Per la scarsità delle fonti, sono escluse da questo elenco le consorti dei Khan dell' VIII e IX secolo . | Il cosiddetto Primo Impero Bulgaro venne fondato alla fine del VII secolo a seguito dello spostamento nei Balcani nord-orientali di una parte dei Bulgari , guidati da Asparuch . In questi territori, i Bulgari si assicurarono la permanenza e il dominio con la sconfitta dell'esercito bizantino dell'imperatore Costantino IV . I primi governanti dei Bulgari usarono probabilmente il titolo di "Kanasubigi" ( Khan ), in seguito brevemente quello di " knjaz " ( principe ) ed infine, successivamente, quello di " zar " ( imperatore ). Per la scarsità delle fonti, sono escluse da questo elenco le consorti dei Khan dell' VIII e IX secolo . | Il cosiddetto Primo Impero Bulgaro venne fondato alla fine del VII secolo a seguito dello spostamento nei Balcani nord-orientali di una parte dei Bulgari , guidati da Asparuch . In questi territori, i Bulgari si assicurarono la permanenza e il dominio con la sconfitta dell'esercito bizantino dell'imperatore Costantino IV . I primi governanti dei Bulgari usarono probabilmente il titolo di "Kanasubigi" ( Khan ), in seguito brevemente quello di " knjaz " ( principe ) ed infine, successivamente, quello di " zar " ( imperatore ). Per la scarsità delle fonti, sono escluse da questo elenco le consorti dei Khan dell' VIII e IX secolo . | Il cosiddetto Primo Impero Bulgaro venne fondato alla fine del VII secolo a seguito dello spostamento nei Balcani nord-orientali di una parte dei Bulgari , guidati da Asparuch . In questi territori, i Bulgari si assicurarono la permanenza e il dominio con la sconfitta dell'esercito bizantino dell'imperatore Costantino IV . I primi governanti dei Bulgari usarono probabilmente il titolo di "Kanasubigi" ( Khan ), in seguito brevemente quello di " knjaz " ( principe ) ed infine, successivamente, quello di " zar " ( imperatore ). Per la scarsità delle fonti, sono escluse da questo elenco le consorti dei Khan dell' VIII e IX secolo . | Il cosiddetto Primo Impero Bulgaro venne fondato alla fine del VII secolo a seguito dello spostamento nei Balcani nord-orientali di una parte dei Bulgari , guidati da Asparuch . In questi territori, i Bulgari si assicurarono la permanenza e il dominio con la sconfitta dell'esercito bizantino dell'imperatore Costantino IV . I primi governanti dei Bulgari usarono probabilmente il titolo di "Kanasubigi" ( Khan ), in seguito brevemente quello di " knjaz " ( principe ) ed infine, successivamente, quello di " zar " ( imperatore ). Per la scarsità delle fonti, sono escluse da questo elenco le consorti dei Khan dell' VIII e IX secolo . | Il cosiddetto Primo Impero Bulgaro venne fondato alla fine del VII secolo a seguito dello spostamento nei Balcani nord-orientali di una parte dei Bulgari , guidati da Asparuch . In questi territori, i Bulgari si assicurarono la permanenza e il dominio con la sconfitta dell'esercito bizantino dell'imperatore Costantino IV . I primi governanti dei Bulgari usarono probabilmente il titolo di "Kanasubigi" ( Khan ), in seguito brevemente quello di " knjaz " ( principe ) ed infine, successivamente, quello di " zar " ( imperatore ). Per la scarsità delle fonti, sono escluse da questo elenco le consorti dei Khan dell' VIII e IX secolo . | Il cosiddetto Primo Impero Bulgaro venne fondato alla fine del VII secolo a seguito dello spostamento nei Balcani nord-orientali di una parte dei Bulgari , guidati da Asparuch . In questi territori, i Bulgari si assicurarono la permanenza e il dominio con la sconfitta dell'esercito bizantino dell'imperatore Costantino IV . I primi governanti dei Bulgari usarono probabilmente il titolo di "Kanasubigi" ( Khan ), in seguito brevemente quello di " knjaz " ( principe ) ed infine, successivamente, quello di " zar " ( imperatore ). Per la scarsità delle fonti, sono escluse da questo elenco le consorti dei Khan dell' VIII e IX secolo . |
| --- | --- | --- | --- | --- | --- | --- | --- |
| Maria (...–...) | | | IX secolo | Boris I di Bulgaria 4 figli e 1 figlia | | | |
| Maria (...–...) | IX secolo | | | Boris I di Bulgaria 4 figli e 1 figlia | | | |
| Maria Sursuvul (...–...) | | | X secolo | Simeone I il Grande 3 figli e almeno 1 figlia | | | |
| Maria Sursuvul (...–...) | X secolo | | | Simeone I il Grande 3 figli e almeno 1 figlia | | | |
| Irene Lecapena (...–c.966) | | | 927 | Pietro I di Bulgaria almeno 3 figli | | | |
| Irene Lecapena (...–c.966) | c. 966 (morte) | | | Pietro I di Bulgaria almeno 3 figli | | | |
| Agata (...–...) | | | ??? | Samuele di Bulgaria 1 figlio e almeno 3 figlie | | | |
| Agata (...–...) | inizio XI secolo | | | Samuele di Bulgaria 1 figlio e almeno 3 figlie | | | |
| Irene di Larissa (...–...) | | | 1014 | Gavril Radomir 5 figli e 2 figlie | | | |
| Irene di Larissa (...–...) | 1015 (morte del marito) | | | Gavril Radomir 5 figli e 2 figlie | | | |
| Maria (...–...) | | | 1015 | Ivan Vladislav di Bulgaria 6 figli e 6 figlie | | | |
| Maria (...–...) | 1018 (morte del marito) | | | Ivan Vladislav di Bulgaria 6 figli e 6 figlie | | | |
| Lo zar Samuele fece assassinare per tradimento il fratello Aron e tutta la sua stirpe, ad eccezione di Ivan Vladislav (figlio di Aron), che venne salvato da Gavril Radomir (figlio di Samuele e futuro zar). Morto Samuele, salì al potere il figlio Gavril ma, ben presto, quest'ultimo venne assassinato proprio da quell'Ivan Vladislav che un tempo aveva aiutato a salvare dal massacro. A questa situazione si sovrapponeva quella delle guerre bulgaro-bizantine e, come i suoi predecessori, anche Ivan Vladislav cercò di opporsi agli invasori ma ben presto cadde assassinato e l' Impero bizantino riuscì a conquistare la Bulgaria e porre fine alla sua indipendenza. | | | | | | | |

## Zarine consorti di Bulgaria, 1185–1396
| Sovrana consorte (nascita–morte) | Immagine | Stemma | Consorte (dal–al) | Matrimonio & Discendenza | Annotazioni | N. | |
| I territori del Primo Impero Bulgaro erano caduti sotto la dominazione bizantina dall' XI secolo . L'insofferenza per la dominazione straniera e l'aumentare delle tasse portò ad una rivolta dei Bulgari e dei Valacchi nel 1185 , capeggiata dai fratelli Teodoro e Asen . La rivoluzione portò alla restaurazione della Bulgaria indipendente e alla nascita del Secondo Impero Bulgaro dominato dalla dinastia Asen . | I territori del Primo Impero Bulgaro erano caduti sotto la dominazione bizantina dall' XI secolo . L'insofferenza per la dominazione straniera e l'aumentare delle tasse portò ad una rivolta dei Bulgari e dei Valacchi nel 1185 , capeggiata dai fratelli Teodoro e Asen . La rivoluzione portò alla restaurazione della Bulgaria indipendente e alla nascita del Secondo Impero Bulgaro dominato dalla dinastia Asen . | I territori del Primo Impero Bulgaro erano caduti sotto la dominazione bizantina dall' XI secolo . L'insofferenza per la dominazione straniera e l'aumentare delle tasse portò ad una rivolta dei Bulgari e dei Valacchi nel 1185 , capeggiata dai fratelli Teodoro e Asen . La rivoluzione portò alla restaurazione della Bulgaria indipendente e alla nascita del Secondo Impero Bulgaro dominato dalla dinastia Asen . | I territori del Primo Impero Bulgaro erano caduti sotto la dominazione bizantina dall' XI secolo . L'insofferenza per la dominazione straniera e l'aumentare delle tasse portò ad una rivolta dei Bulgari e dei Valacchi nel 1185 , capeggiata dai fratelli Teodoro e Asen . La rivoluzione portò alla restaurazione della Bulgaria indipendente e alla nascita del Secondo Impero Bulgaro dominato dalla dinastia Asen . | I territori del Primo Impero Bulgaro erano caduti sotto la dominazione bizantina dall' XI secolo . L'insofferenza per la dominazione straniera e l'aumentare delle tasse portò ad una rivolta dei Bulgari e dei Valacchi nel 1185 , capeggiata dai fratelli Teodoro e Asen . La rivoluzione portò alla restaurazione della Bulgaria indipendente e alla nascita del Secondo Impero Bulgaro dominato dalla dinastia Asen . | I territori del Primo Impero Bulgaro erano caduti sotto la dominazione bizantina dall' XI secolo . L'insofferenza per la dominazione straniera e l'aumentare delle tasse portò ad una rivolta dei Bulgari e dei Valacchi nel 1185 , capeggiata dai fratelli Teodoro e Asen . La rivoluzione portò alla restaurazione della Bulgaria indipendente e alla nascita del Secondo Impero Bulgaro dominato dalla dinastia Asen . | I territori del Primo Impero Bulgaro erano caduti sotto la dominazione bizantina dall' XI secolo . L'insofferenza per la dominazione straniera e l'aumentare delle tasse portò ad una rivolta dei Bulgari e dei Valacchi nel 1185 , capeggiata dai fratelli Teodoro e Asen . La rivoluzione portò alla restaurazione della Bulgaria indipendente e alla nascita del Secondo Impero Bulgaro dominato dalla dinastia Asen . | I territori del Primo Impero Bulgaro erano caduti sotto la dominazione bizantina dall' XI secolo . L'insofferenza per la dominazione straniera e l'aumentare delle tasse portò ad una rivolta dei Bulgari e dei Valacchi nel 1185 , capeggiata dai fratelli Teodoro e Asen . La rivoluzione portò alla restaurazione della Bulgaria indipendente e alla nascita del Secondo Impero Bulgaro dominato dalla dinastia Asen . |
| --- | --- | --- | --- | --- | --- | --- | --- |
| Elena Eugenia (c.1170–post 1196) | | | 1187/1188 | Ivan Asen I 2 figli | | | |
| Elena Eugenia (c.1170–post 1196) | 1196 (morte del marito) | | | Ivan Asen I 2 figli | | | |
| Kumankata (la Donna Cumana) (...–...) | | | 1ª 11972ª 1207/1208 | 1º Kalojan di Bulgaria 1 figlia2º Boril di Bulgaria 1 figlia | | | |
| Kumankata (la Donna Cumana) (...–...) | 1ª 1207 (morte del 1º marito)2ª 1213/1214 (morta o ripudiata dal 2º marito) | | | 1º Kalojan di Bulgaria 1 figlia2º Boril di Bulgaria 1 figlia | | | |
| Elisabetta di Courtenay (c.1199–c.1269) | | | 1213/1214 | Boril di Bulgaria nessun figlio | | | |
| Elisabetta di Courtenay (c.1199–c.1269) | 1218 (morte del marito) | | | Boril di Bulgaria nessun figlio | | | |
| Anna Maria d'Ungheria (1204–1237) | | | 1221 | Ivan Asen II 2 figli e 2 figlie | | | |
| Anna Maria d'Ungheria (1204–1237) | 1237 (morte) | | | Ivan Asen II 2 figli e 2 figlie | | | |
| Irene Comneno Ducas (ante 1220–post 1256) | | | 1238 | Ivan Asen II 1 figlio e 2 figlie | | | |
| Irene Comneno Ducas (ante 1220–post 1256) | 1241 (morte del marito) | | | Ivan Asen II 1 figlio e 2 figlie | | | |
| Anna di Macsó (post 1243–c.1296) | | | 1ª 12552ª 1256 | 1º Michele II Asen nessun figlio2º Kaliman Asen II nessun figlio | | | |
| Anna di Macsó (post 1243–c.1296) | 1ª 1255 (morte del 1º marito)2ª 1256 (morte del 2º marito) | | | 1º Michele II Asen nessun figlio2º Kaliman Asen II nessun figlio | | | |
| Maria Asenina (...–...) | | | 1256 | Mico Asen di Bulgaria 1 figlio e 1 figlia | | | |
| Maria Asenina (...–...) | 1257 (deposizione del marito) | | | Mico Asen di Bulgaria 1 figlio e 1 figlia | | | |
| Irene Ducaina Lascarina (...–1268) | | | 1258 | Costantino I di Bulgaria nessun figlio | | | |
| Irene Ducaina Lascarina (...–1268) | 1268 (morte) | | | Costantino I di Bulgaria nessun figlio | | | |
| Maria Paleologa Cantacuzena (c.1249–post 1294) | | | 1ª 12692ª 1278 | 1º Costantino I di Bulgaria 1 figlio2º Ivailo di Bulgaria 1 figlia | | | |
| Maria Paleologa Cantacuzena (c.1249–post 1294) | 1ª 1277 (morte del 1º marito)2ª 1279 (deposizione del 2º marito) | | | 1º Costantino I di Bulgaria 1 figlio2º Ivailo di Bulgaria 1 figlia | | | |
| Irene Paleologa (c.1255–post 1280) | | | 1279 | Ivan Asen III di Bulgaria 5 figli e 2 figlie | | | |
| Irene Paleologa (c.1255–post 1280) | 1280 (deposizione del marito) | | | Ivan Asen III di Bulgaria 5 figli e 2 figlie | | | |
| Kira Maria Asenina (...–...) | | | 1280 | Giorgio I di Bulgaria 1 figlia (?) | | | |
| Kira Maria Asenina (...–...) | 1284 (ripudiata) | | | Giorgio I di Bulgaria 1 figlia (?) | | | |
| Maria (...–...) | | | 1284 | Giorgio I di Bulgaria 1 figlia (?) | | | |
| Maria (...–...) | 1292 (deposizione del marito) | | | Giorgio I di Bulgaria 1 figlia (?) | | | |
| Smilzena Palaiologina (...–post 1306) | | | 1292 | Smilec di Bulgaria 1 figlio e 2 figlie | | | |
| Smilzena Palaiologina (...–post 1306) | 1298 (morte del marito) | | | Smilec di Bulgaria 1 figlio e 2 figlie | | | |
| Eufrosina Paleologa (...–ante 1308) | | | 1300 | Teodoro Svetoslav di Bulgaria 1 figlio | | | |
| Eufrosina Paleologa (...–ante 1308) | ante 1308 (morte) | | | Teodoro Svetoslav di Bulgaria 1 figlio | | | |
| Teodora Paleologa (...–post 1330)1ª volta | | | 1308 | Teodoro Svetoslav di Bulgaria nessun figlio | | | |
| Teodora Paleologa (...–post 1330)1ª volta | 1321 (deposizione del marito) | | | Teodoro Svetoslav di Bulgaria nessun figlio | | | |
| Anna Neda di Serbia (...–post 1346) | | | 1323 | Michele Asen III di Bulgaria 3 figli | | | |
| Anna Neda di Serbia (...–post 1346) | 1324 (ripudiata) | | | Michele Asen III di Bulgaria 3 figli | | | |
| Teodora Paleologa (...–post 1330)2ª volta | | | 1324 | Michele Asen III di Bulgaria nessun figlio | | | |
| Teodora Paleologa (...–post 1330)2ª volta | 1330 (morte del marito) | | | Michele Asen III di Bulgaria nessun figlio | | | |
| Teodora di Valacchia (...–post 1345) | | | 1331 | Ivan Alessandro di Bulgaria 3 figli e 1 figlia | | | |
| Teodora di Valacchia (...–post 1345) | 1345 (ripudiata) | | | Ivan Alessandro di Bulgaria 3 figli e 1 figlia | | | |
| Sara Teodora (...–post 1371) | | | 1349 | Ivan Alessandro di Bulgaria 2 figli e 4 figlie | | | |
| Sara Teodora (...–post 1371) | 1371 (morte del marito) | | | Ivan Alessandro di Bulgaria 2 figli e 4 figlie | | | |
| Kira Maria (...–c.1380) | | | 1371 | Ivan Šišman di Bulgaria nessun figlio | | | |
| Kira Maria (...–c.1380) | c. 1380 (morte) | | | Ivan Šišman di Bulgaria nessun figlio | | | |
| Dragana Lazarević (c.1371–c.1395) | | | c. 1386 | Ivan Šišman di Bulgaria 2 figli (?) | | | |
| Dragana Lazarević (c.1371–c.1395) | 1395 (morte del marito) | | | Ivan Šišman di Bulgaria 2 figli (?) | | | |
| Ivan Alessandro aveva diviso l'impero in due macro regni, quello centrale con capitale Tărnovo (con erede il figlio Ivan Šišman ) e il Regno di Vidin a nord-ovest (affidato al figlio maggiore Ivan Sracimir ). Il regno di Šišman venne interessato dalle conquiste ottomane, che portarono nel 1393 alla caduta della capitale e alla successiva esecuzione dello stesso Šišman. | | | | | | | |
| Zarine consorti del Regno di Vidin | | | | | | | |
| Anna di Valacchia (...–...) | | | ante 1369 | Ivan Sracimir di Bulgaria 1 figlio e 2 figlie | | | |
| Anna di Valacchia (...–...) | 1396 (deposizione del marito) | | | Ivan Sracimir di Bulgaria 1 figlio e 2 figlie | | | |
| A seguito della disastrosa Battaglia di Nicopoli del 1396 , le truppe dei Turchi Ottomani assediarono e conquistarono i territori del Regno di Vidin (distaccatosi nel 1356 dal ben più grande Secondo Impero Bulgaro , la cui parte restante venne chiamata Regno di Tărnovo ). Ivan Sracimir , zar dei Bulgari di Vidin, fu catturato e imprigionato e successivamente venne probabilmente assassinato. Sebbene Costantino II, figlio di Ivan Sracimir, rivendicò il titolo di zar di Bulgaria e controllò alcune parti del perduto regno di suo padre (fino al 1422 ), Ivan Sratsimir è generalmente considerato dagli storici come l'ultimo sovrano dell'antica Bulgaria medievale. Caduta quindi anche l'ultima parte ancora indipendente e conquistata così l'intera Bulgaria alla fine del XIV secolo , la dominazione ottomana perdurò fino alla seconda metà del XIX secolo . | | | | | | | |

## Principesse consorti di Bulgaria (1878–1908)
Le terre un tempo controllate dai Bulgari erano sin dal XIV secolo in mano ai Turchi Ottomani. La fine della Guerra Russo-Turca (1877–1878) con la Pace di Santo Stefano stabiliva le basi per l'autonomia della Bulgaria, imposta ai Turchi dai Russi. Tuttavia, il successivo Congresso di Berlino, dopo le preoccupazioni delle Grandi Potenze, e il conseguente Trattato di Berlino (1878), stabilì delle rettifiche rispetto alla Pace di Santo Stefano: l'autonomia venne confermata, ma la neonata Bulgaria venne ridotta e divisa. Così, dopo quasi 500 anni di dominazione ottomana, nasceva il Principato di Bulgaria, che de facto funzionava come una nazione indipendente. Lo Stato doveva essere governato da un principe eletto da un Congresso di Bulgari e approvato dalle Potenze. Seppur l'espresso rifiuto di non scegliere un russo, per compromesso fu scelto il principe Alessandro di Battenberg, nipote dello zar Alessandro II di Russia. Nel 1885 venne de facto annessa la Rumelia orientale (creata col Trattato del 1878). Ma, la posizione di Alessandro era minacciata dalla problematica situazione della Russia, perciò questi venne costretto ad abdicare nel 1886. 
Dopo l'abdicazione e altre proposte, venne eletto come nuovo principe Ferdinando di Sassonia-Coburgo-Gotha. La sua prima moglie, Maria Luisa di Borbone-Parma, divenne così la prima consorte della neonata Bulgaria, in quanto il precedente principe Alessandro non era sposato mentre si trovava al potere.
| Sovrana consorte (nascita–morte) | Immagine                        | Stemma | Consorte (dal–al) | Matrimonio & Discendenza                    | Annotazioni                                                                     | N.    |
| --- | ------------------------------- | ------ | ----------------- | ------------------------------------------- | ------------------------------------------------------------------------------- | ----- |
| Maria Luisa di Parma (1870–1899) |                                 |        | 20 aprile 1893    | Ferdinando I di Bulgaria 2 figli e 2 figlie | Fu la prima figlia del Duca Roberto I di Parma e di Maria Pia delle Due Sicilie | [ 1 ] |
| Maria Luisa di Parma (1870–1899) | 31 gennaio 1899 (morte)         |        |                   | Ferdinando I di Bulgaria 2 figli e 2 figlie | Fu la prima figlia del Duca Roberto I di Parma e di Maria Pia delle Due Sicilie | [ 1 ] |
| Eleonora di Reuss-Köstritz (1860–1917) |                                 |        | 28 febbraio 1908  | Ferdinando I di Bulgaria nessun figlio      |                                                                                 |       |
| Eleonora di Reuss-Köstritz (1860–1917) | 5 ottobre 1908 (divenne Zarina) |        |                   | Ferdinando I di Bulgaria nessun figlio      |                                                                                 |       |
| Sebbene la Bulgaria fosse de facto indipendente dal 1878 , solamente il 5 ottobre 1908 il principe Ferdinando proclamò l'indipendenza de jure dello Stato dall' Impero ottomano . Lo Stato venne anche proclamato con la nuova denominazione di Regno di Bulgaria e il sovrano assunse il titolo di zar , in chiaro riferimento agli antichi sovrani dei Bulgari . Tuttavia, c'è da dire che, mentre in passato il titolo di zar è tradotto come " imperatore ", in questo è tradotto come " re ". |                                 |        |                   |                                             |                                                                                 |       |

## Zarine consorti di Bulgaria, 1908–1946
| Sovrana consorte (nascita–morte) | Immagine | Stemma | Consorte (dal–al) | Matrimonio & Discendenza | Annotazioni | N. | |
| Già un Principato indipendente de facto dal 1878 , il 5 ottobre 1908 venne proclamata l'indipendenza de iure e fondato il Regno di Bulgaria . | Già un Principato indipendente de facto dal 1878 , il 5 ottobre 1908 venne proclamata l'indipendenza de iure e fondato il Regno di Bulgaria . | Già un Principato indipendente de facto dal 1878 , il 5 ottobre 1908 venne proclamata l'indipendenza de iure e fondato il Regno di Bulgaria . | Già un Principato indipendente de facto dal 1878 , il 5 ottobre 1908 venne proclamata l'indipendenza de iure e fondato il Regno di Bulgaria . | Già un Principato indipendente de facto dal 1878 , il 5 ottobre 1908 venne proclamata l'indipendenza de iure e fondato il Regno di Bulgaria . | Già un Principato indipendente de facto dal 1878 , il 5 ottobre 1908 venne proclamata l'indipendenza de iure e fondato il Regno di Bulgaria . | Già un Principato indipendente de facto dal 1878 , il 5 ottobre 1908 venne proclamata l'indipendenza de iure e fondato il Regno di Bulgaria . | Già un Principato indipendente de facto dal 1878 , il 5 ottobre 1908 venne proclamata l'indipendenza de iure e fondato il Regno di Bulgaria . |
| --- | --- | --- | --- | --- | --- | --- | --- |
| Eleonora di Reuss-Köstritz (1860–1917) | | | 5 ottobre 1908 | Ferdinando I di Bulgaria nessun figlio | | | |
| Eleonora di Reuss-Köstritz (1860–1917) | 12 settembre 1917 (morte) | | | Ferdinando I di Bulgaria nessun figlio | | | |
| Giovanna di Savoia (1907–2000) | | | 25 ottobre 1930 | Boris III di Bulgaria 1 figlio e 1 figlia | | | |
| Giovanna di Savoia (1907–2000) | 28 agosto 1943 (morte del marito) | | | Boris III di Bulgaria 1 figlio e 1 figlia | | | |
| Giovanna di Savoia fu l'ultima zarina consorte della storia della Bulgaria monarchica. Infatti, morto il marito Boris III in circostanze tutt'oggi sospette, quest'ultimo venne succeduto formalmente dal figlio bambino Simeone II , che "regnò" solamente fino al 1946 . Infatti, un referendum stabilì la definitiva abolizione della monarchia e la fondazione della Repubblica Popolare di Bulgaria . | | | | | | | |